# Nová radnice (Praha)
Pražská Nová radnice se nachází na východní straně Mariánského náměstí v centru Starého Města v městské části Praha 1 naproti budově Klementina. Od roku 1945 jde o sídlo Magistrátu hlavního města Prahy a pražského primátora.

## Historie

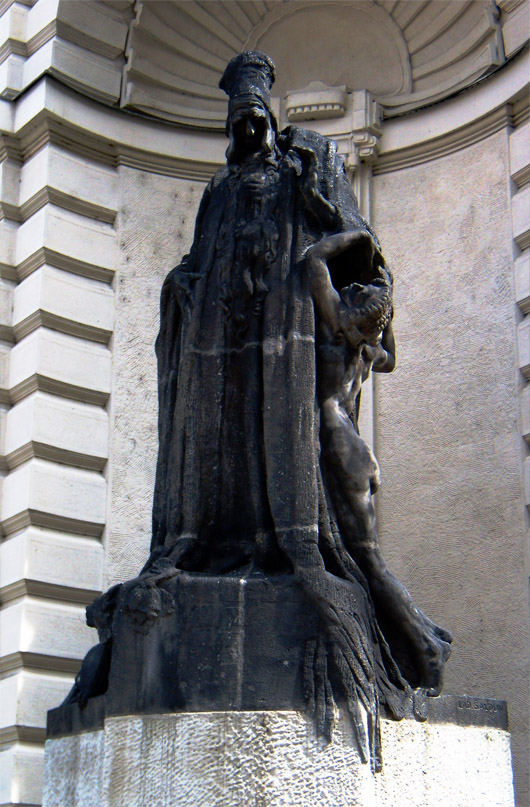
Socha rabiho Löwa od Ladislava Šalouna (1910)

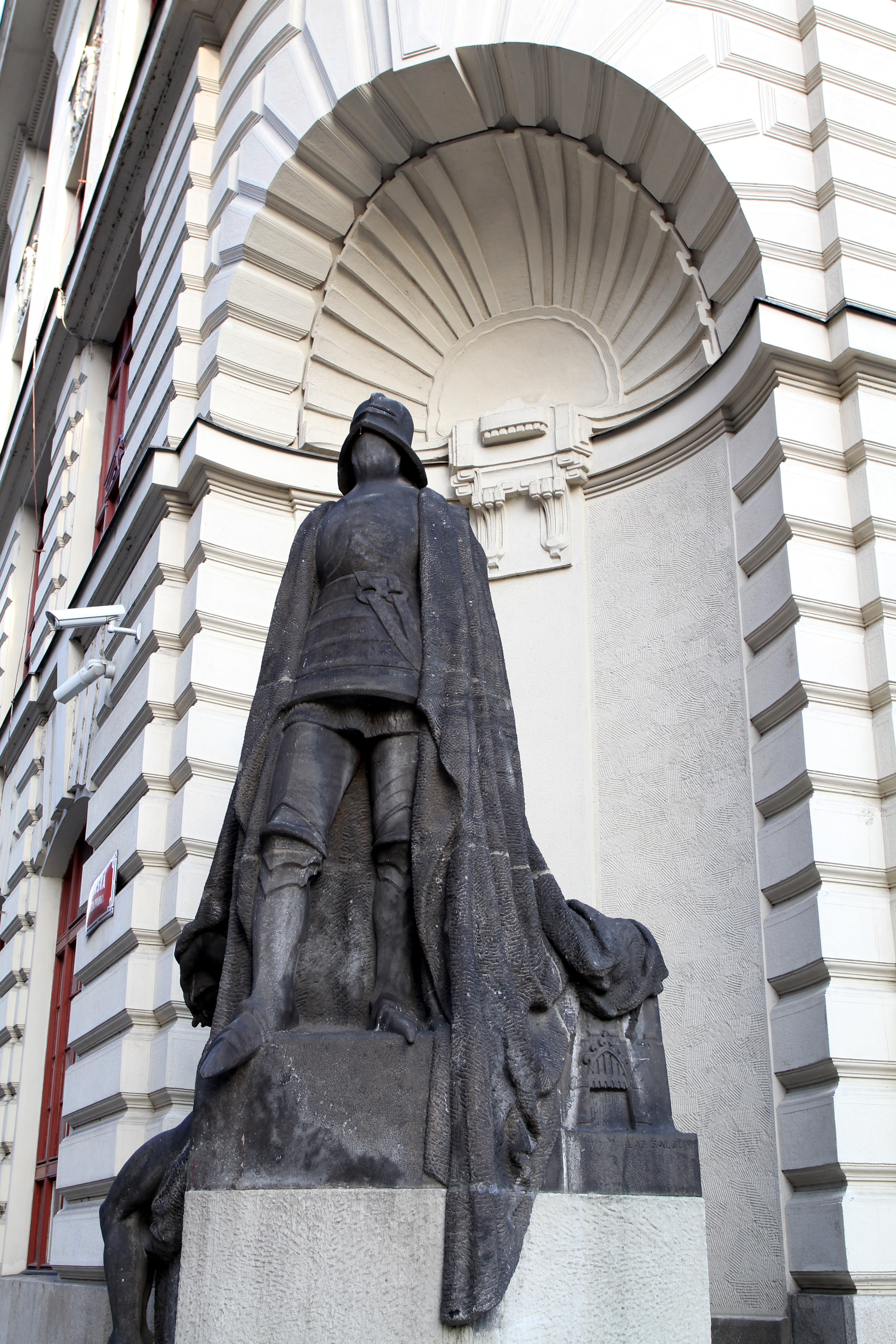
Socha Železný Rytíř od Ladislava Šalouna (1914)

Budova pochází z let 1908–1911 a byla postavena podle původního secesního návrhu významného architekta Osvalda Polívky, tyto plány byly ještě v průběhu stavby několikrát dále upravovány. Budovu zdobí sochy a plastiky Stanislava Suchardy, Josefa Mařatky a Ladislava Šalouna.

## Popis a účel
Budova, která měla sloužit především jako berní (finanční) úřad, byla na svou dobu moderně vybavena dvěma oběžnými výtahy (tzv. páternostery). Jádro budovy tvořila velká zastřešená dvorana v úrovni prvního podlaží, která dnes slouží jako velký jednací sál pro pražské zastupitelstvo.
Na jižním rohu je socha rabiho Löwa. Na severním rohu je socha Železný rytíř, která podle legendy představuje ducha rytíře, který nedosáhl pokoje po sebevraždě jeho snoubenky, sebevraždě jejího otce, smrti jeho další milované ženy a nakonec vlastní sebevraždě. V roce 1998 byla v prostorách radnice umístěna pamětní deska Milady Horákové od akademické sochařky Jaroslavy Lukešové.
V Nové radnici dnes sídlí vedení hlavního města. Kromě primátora zde také sídlí Rada hlavního města Prahy a některé odbory.